# Coculina
Coculina es una localidad española del municipio de Villadiego, perteneciente a la provincia de Burgos, en la comunidad autónoma de Castilla y León.

## Geografía
La localidad está situada a 13 km al este de la capital del municipio, Villadiego, en la carretera BU-601 que atravesando Brullés y La Nuez de Arriba conduce a la N-627. Forma parte de la comarca de Odra-Pisuerga. En 2024, contaba con 13 habitantes. Se trata de una entidad local menor cuyo alcalde pedáneo es Roberto Carlos Arnáiz Fuente.

## Historia
Coalín o Covacolina (cueva en la colina), son algunos de los nombres que tuvo la actual Coculina, una localidad burgalesa situada en la Comarca Odra-Pisuega al norte de Villadiego. Coculina formaba parte de la Cuadrilla del Condado en el Partido de Villadiego, uno de los catorce que formaban la Intendencia de Burgos, durante el periodo comprendido entre 1785 y 1833, en el Censo de Floridablanca de 1787, jurisdicción de señorío siendo su titular el duque de Frías, alcalde pedáneo.
El enclave que eligieron los antepasados de los actuales habitantes de Coculina, para asentarse y vivir permanentemente, tiene unas peculiares características que hacen que, en épocas prehistóricas ya estuviera habitada alguna parte de su territorio municipal. En la Edad de Hierro hubo gran actividad humana en torno al Castro de El Perul, un enclave privilegiado dado que es un lugar fácil de defender y cercano a los Castros de Peña Amaya, Peña Ulaña y Valdecastro.
Antiguo municipio de Castilla la Vieja en el partido de Villadiego código INE-0910 
En ella vivió la maestra de escuela Adela Pérez Cuadrado, que falleció a los 33 años de edad, casada con Estanislao Gutiérrez. 
En el censo de la matrícula catastral contaba con 38 hogares y 81 vecinos.
Entre el censo de 1857 y el anterior, crece el término del municipio porque incorpora a 095019 Brullés y 095070 Melgosa de Villadiego.
Entre el censo de 1981 y el anterior, este municipio desaparece porque se integra en el municipio 09427 Villadiego, contando entonces las tres localidades con 40 hogares y 165 habitantes.

## Demografía
| Gráfica de evolución demográfica de Coculina entre 1842 y 1970 |
| |
| Población de derecho según los censos de población del INE. Población de hecho según los censos de población del INE.Entre el censo de 1857 y el anterior, crece el término del municipio porque incorpora a Brulles y Melgosa de Villadiego. Entre el censo de 1981 y el anterior, este municipio desaparece porque se integra en el municipio Villadiego. |

## Parroquia

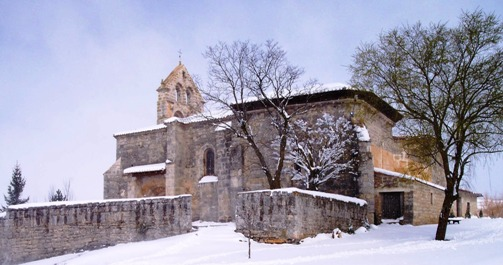
Iglesia de San Millán Abad

Iglesia parroquial de San Millán Abad, en el Arcipestrazgo de Amaya, diócesis de Burgos. Dependen las localidades de Acedillo, Brullés, Bustillo del Páramo, Fuencivil, Hicedo, Hormazuela, Quintanilla de la Presa, Los Valcárceres y Villanueva de Puerta.
La iglesia románica de San Millán Abad es hoy en día el gran patrimonio histórico de Coculina. Conserva elementos románicos como la portada sur, la pila bautismal y los canes en el exterior. Elementos góticos como la portada oeste y la espadaña. Rasgos mudéjares, como parte del coro, y barrocos, como son gran parte de los retablos. Desde el 2007 se han llevado a cabo importantes trabajos de restauración.
Coculina conserva su antigua casa consistorial, el potro de herrar, la escuela convertida en centro cultural, fuentes, etc. En el año 2008 recibió el primer premio provincial en su categoría de “conservación del patrimonio urbano – rural”.

## Personas notables
- Cesáreo Rodrigo Rodríguez (Coculina, 25 de febrero de 1819-Orense, 5 de enero de 1895). Fue un religioso español, obispo de la diócesis de Orense entre 1876 y 1895.[5]